# Perfectionist
Pour les articles homonymes, voir Perfectionnisme.
Albums de Natalia Kills
Womannequin
(2008) Trouble
(2013)
Singles
1. Mirrors
Sortie : 10 août 2010
2. Wonderland
Sortie : 12 avril 2011
3. Free
Sortie : 24 juin 2011
4. Kill My Boyfriend
Sortie : 10 janvier 2012

Perfectionist est le premier album studio de Teddy Sinclair, paru à l’époque sous le nom de scène Natalia Kills. Il sort le 1er avril 2011, sous les labels will.i.am Music Group, Cherrytree Records, KonLive et Interscope. En dépit d’avoir entamé une carrière d’actrice, Sinclair devient rappeuse et publie un single en 2005 ; toutefois, son ancien label est conduit à la faillite. L’écriture et la composition de morceaux musicaux reste son activité principale jusqu'en 2008, date à laquelle elle signe un contrat avec le producteur américain will.i.am et commence subséquemment à enregistrer l’album.
Teddy Sinclair travaille d’arrache-pied avec des musiciens comme Fernando Garibay, Jeff Bhasker et Martin Kierszenbaum, afin de créer un album-concept basé sur le thème du comportement psychologique lié au perfectionnisme. Son contenu textuel évoque des références à l’amour, le sexe et l’argent, agrémenté par une sonorité enracinée dans la synthpop, la dance-pop et la musique dark pop. Perfectionist reçoit un accueil mitigé de la part des critiques musicales, qui affirment que les projets visuels de la chanteuse sont nettement supérieurs à sa musique. Tout en réussissant à se frayer une place dans la plupart des top 50 en Europe, l’opus se classe plus modérément dans les hit-parades internationaux. Au Royaume-Uni et aux États-Unis, il atteint des rangs particulièrement bas. Par exemple, son chiffre de ventes s’élèvait à plus de 14 000 exemplaires outre-Atlantique en septembre 2013.
La promotion de l’album génère en tout quatre singles, soit les chansons Mirrors, Wonderland, Free et Kill My Boyfriend. Tous sont principalement couronnés de succès en Europe et illustrés au travers de vidéoclips. Mirrors parvient à se classer dans le top 5 du hit-parade américain Hot Dance Club Songs. Enfin, Teddy Sinclair produit une web-série intitulée Love, Kills xx, en association avec le réalisateur français Guillaume Doubet. Composée de dix épisodes, elle est conçue à partir des pensées et désirs secrets de l’artiste et met en scène Teddy Sinclair cherchant à se venger et faire souffrir des hommes.

## Développement

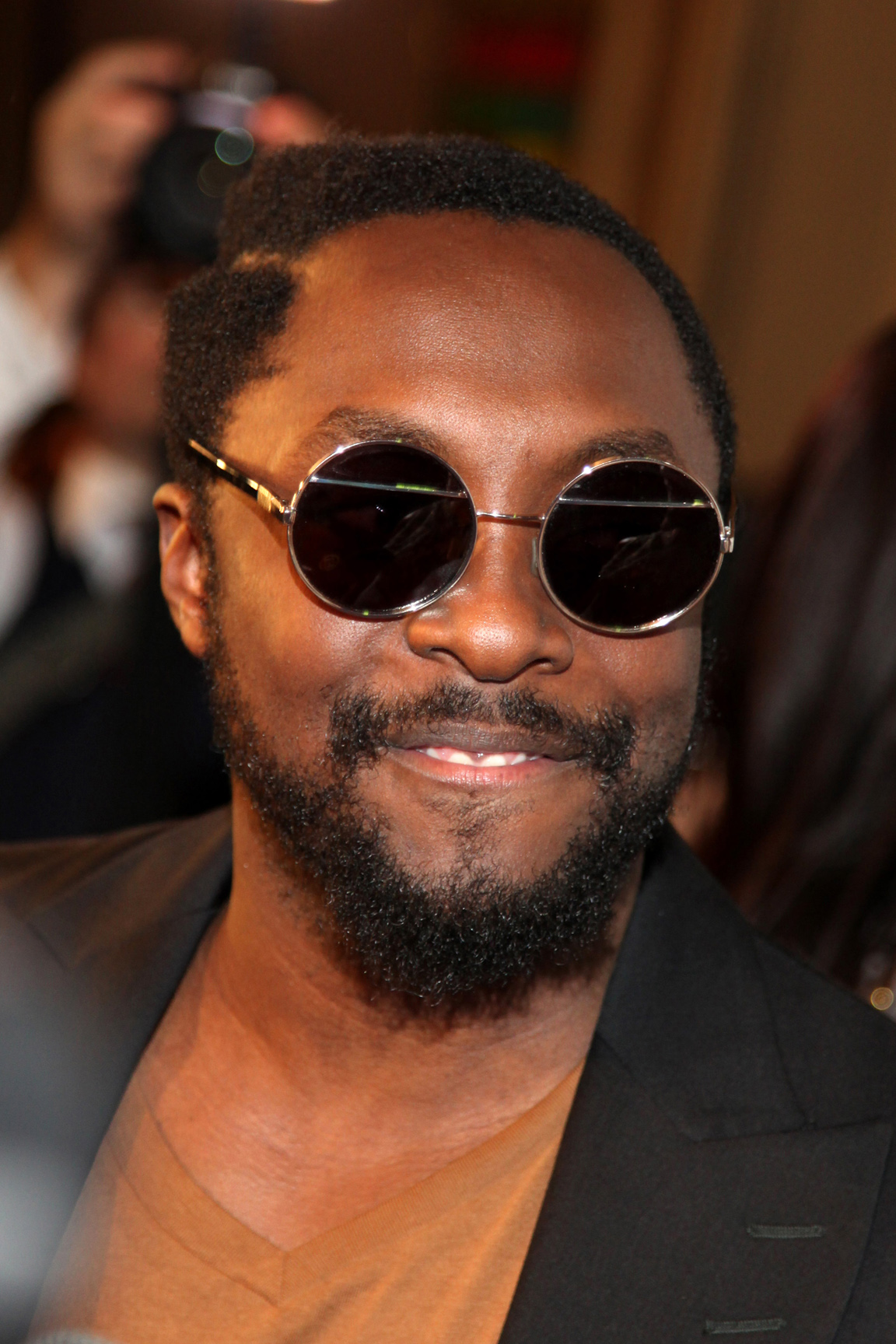
will.i.am, un des producteurs délégués de l’album, a fait signer un contrat à Kills en novembre 2008.

Kills s’est initiée au chant et à la danse à l’âge de trois ans et, lorsqu’elle a eu douze ans, a commencé à fréquenter la London Academy of Music and Dramatic Art. Kills a d’abord poursuivi une carrière d’actrice, apparaissant dans plusieurs séries télévisées britanniques comme All About Me et The Archers. Toutefois, dans sa ville natale de Leeds, elle a développé un intérêt pour la musique hip-hop. Elle a ensuite concouru à diverses batailles de rap, pour lesquelles elle a commencé à écrire des paroles. En 2003, elle a remporté une battle de maîtres de cérémonie sponsorisée par la BBC Radio 1. À partir de ce moment, elle s’est mise à composer des chansons pour d’autres artistes ainsi que pour des bandes originales de films. Kills a publié son premier single, Don't Play Nice, sous le nom de Verbalicious le 21 février 2005 et avec le label All Around the World. Ce single s’est placé au onzième rang des classements britanniques. Au même moment, elle était aussi en train d’enregistrer son premier album studio, dont la parution était alors prévue pour la période de Pâques de l’année 2006. Cependant, le label a fait faillite, ceci engendrant la dissolution de son contrat d’artiste et la mise à l’écart de l’album. Kills a continué de travailler pour l’industrie de la musique, principalement en tant que compositrice sous le pseudonyme de Verbz. En 2007, elle a déménagé à Los Angeles ; l’année suivante, elle a accepté de collaborer avec le chanteur français M. Pokora pour sa chanson They Talk Shit About Me, tout en changeant une nouvelle fois son nom d’artiste en Natalia Cappuccini, sous lequel elle a édité indépendamment un maxi nommé Womannequin.
Une des maquettes de Kills, Shopaholic, a été remixée par le groupe Remix Artist Collective. Après que cette version ait été postée sur le site Web du blogueur américain Perez Hilton, le MySpace de Kills a recueilli une grande quantité de visites, la plaçant au sommet du classement des artistes indépendants des réseaux sociaux. Un jour, alors qu’elle faisait les magasins, elle a donné l’adresse de son site Web à un homme qui l’a remarquée à sa façon de s’habiller ; ce dernier l’a subséquemment présentée à un DJ, qui a immédiatement emmenée Kills au domicile du musicien américain will.i.am. En novembre 2008, elle a signé un contrat avec la maison de disques de ce dernier, puis avec une filiale d’Interscope.

## Enregistrement

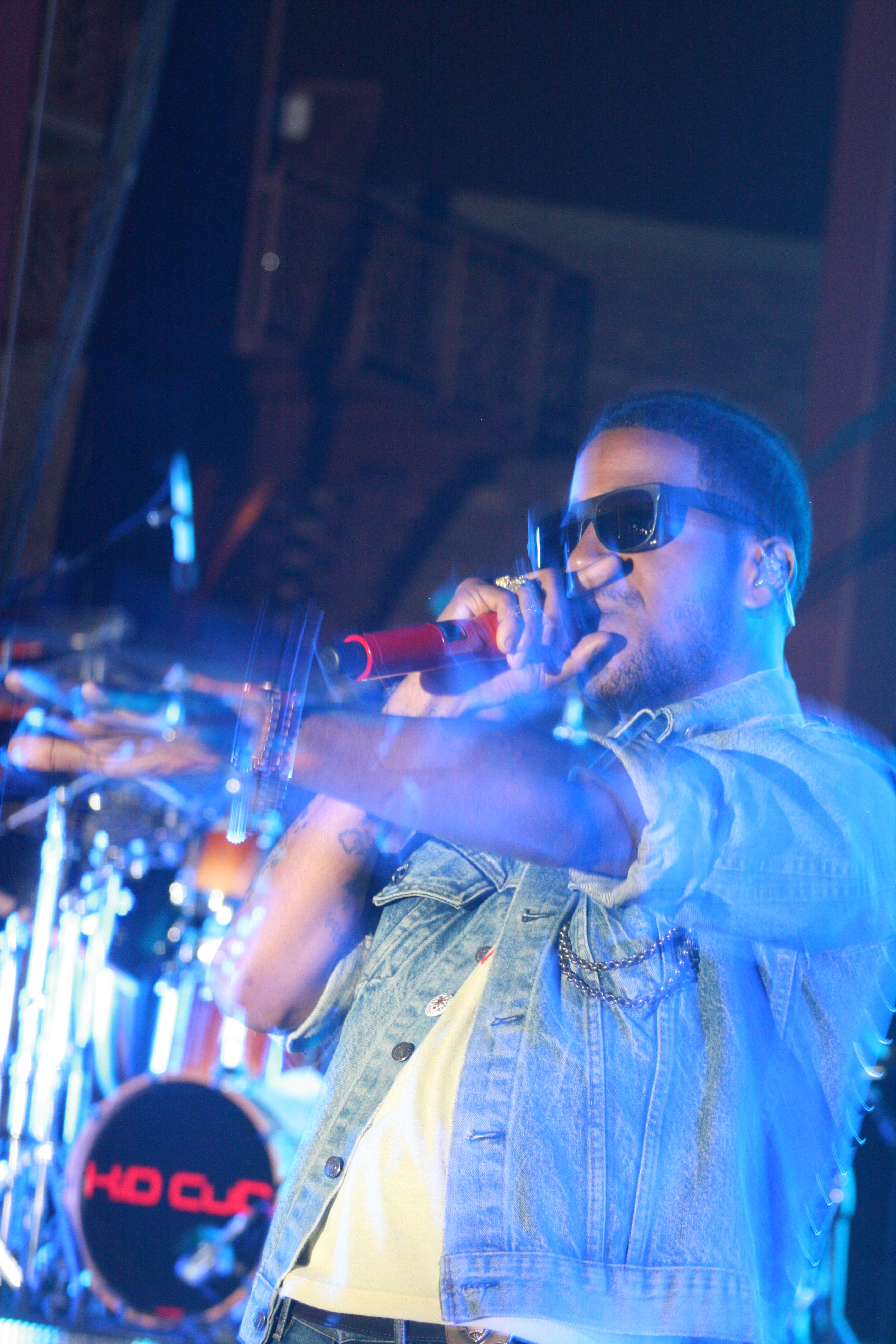
Kid Cudi a coécrit Free.

Kills a commencé à préparer quelques compositions pour Perfectionist peu de temps après que will.i.am, qui a servi de producteur délégué à l’album, lui ait fait signer son contrat d’artiste. Pendant les sessions d’enregistrement, Kills a travaillé avec quatre producteurs éminents—Jeff Bhasker, Fernando Garibay, Martin Kierszenbaum, le deuxième producteur délégué de l’album et Theron « The-Ron » Feemster. Akon et Giorgio Tuinfort ont coproduit Mirrors, en collaboration avec Kierszenbaum. Bhasker a géré la composition des chansons avec l’ingénierie et a mixé Zombie. Feemster et Tuinfort ont fourni l’instrumentation, avec Zach Kasik, Carlos Keery-Fisher et Robert Horn. D’autres artistes comme Robert Horn et Tony Ugval ont été chargés de l’ingénierie.
La plupart des morceaux présents sur Perfectionist ont été enregistrés dans les studios Cherrytree ou Enormous ; ce dernier a été le lieu d’enregistrement des chansons produites par Bhasker. Break You Hard et Superficial ont été produites aux studios American Dream, tandis que Wonderland a été produite à la fois dans ces studios et dans les studios The Hive. Kills a enregistré Love Is a Suicide et Broke aux studios Paradise, Mirrors aux studios Chalice et If I Was God aux studios The Boom Boom Room.
Lorsqu’on lui a demandé de décrire sa collaboration professionnelle avec will.i.am, Kills a déclaré : « [...] c’est presque difficile d’avoir une conversation normale avec lui parce qu’il est en ébullition d’idées tout le temps. [...] Sa vie entière tourne autour de la créativité et c’est une chose à laquelle je pouvais vraiment me référer ». Kierszenbaum a fait l’éloge de l’éthique de travail de Kills pendant les sessions d’enregistrement, déclarant qu’elle mettait l’accent à la fois sur la structure mélodique et lyrique des chansons, ainsi que sur leur paysage sonore. Il a ajouté qu’elle « a influencé le timbre du son traité » et aidé à la production comme « un réalisateur met en scène son film ».

## Composition
Perfectionist est un album-concept qui se focalise sur la façon dont le perfectionnisme influence Kills. « Toutes les chansons gravitent autour de mon ambition, de mes célébrations, de ma frustration et de mes déceptions quant à être une perfectionniste », déclare-t-elle. « Je pense que nous sommes tous des perfectionnistes – nous sommes tous à la recherche du meilleur pour satisfaire nos idéologies et nos rêves ». Kills a également été inspirée par « l’obsession des femmes » avec la mode en général. Elle a décrit le son contenu dans l’album comme étant de la « pop sombre » en raison de ses textes « dogmatiques » et « conflictuels » qui, selon elle, diffèrent de la musique grand public,. Le contenu lyrique est parfois comique et emploie fréquemment des métaphores.
Perfectionist est un opus dance-pop et synthpop, caractérisé par des « parties aux rythmes entraînants et des mélodies nerveuses en clé mineur ». Son morceau d’ouverture, Perfection, s’exécute pendant trente secondes et met en scène un thérapeute « à consonance robotique » énumérant les défauts de Kills. Wonderland, qui fantasme sur la romance et la « fin parfaite » d’une relation, comprend des arrangements au synthétiseur et des parties en chorale ; la phrase « Take me to wonderland » est répétée tout au long de la chanson. Free, une piste incluant une ligne de basse, un piano, un rythme club et des synthés, contient des échantillons de la chanson Wuthering Heights de Kate Bush. Elle a été écrite par Kills alors qu’elle travaillait comme serveuse et aborde le thème du « renflouement d’un budget ». Break You Hard est un titre de pop industrielle aux « rythmes hypnotiques », qui parle d’une « rupture avec un amant », tandis que Zombie incorpore des orgues électroniques et une « basse marmonnante » mêlée à une sonorité rhythm and blues électronique.
Suit Love Is a Suicide, qui détaille l’« auto-destruction » qui vient avec l'amour, alors que Kills chante le vers « It feels so surgical / How you dissect every mistake I make / You’re like an animal / You bite me hard with every breath I take ». Mirrors, une piste « disco-pop », fait référence aux pratiques sexuelles sadomasochistes, tout en dépeignant Kills comme une dominatrice ; elle contient des guitares électriques et une ligne de basse que Robert Copsey du site Web Digital Spy a comparé à celle de la chanson Sweet Dreams (Are Made of This) des Eurythmics. Dans son refrain, Kills chante dans une note falsetto. Alex Young du site Web Consequence of Sound a estimé que la chanson parle de « la duplicité de l’identité, de l’orgueil et de l’objectivation ». Not in Love est une chanson à tendance electronica et influencée par la musique acid house. Jon O'Brien du site Web AllMusic a écrit qu’elle « offre un répit vis-à-vis du reste des penchants constant de l’album ».
Dans Acid Annie, Kills manigance une revanche sur un ex-petit ami, tandis que sur le titre synthpop Superficial, elle affronte ses « impulsions consommatrices » et son appréciation des « petites habitudes ». Pour Broke, le thème principal est l’argent ; Nothing Lasts Forever est un duo avec Bhasker, qu’il interprète sous le nom de Billy Kraven. Il a été retenu par O'Connor pour son utilisation importante de l’Auto-Tune. Perfectionist se termine avec le morceau If I Was God, dans lequel Kills demande à son partenaire s’il pourrait l’aimer même si elle était pauvre. Pour musicOMH, Blair Kelly a comparé la mélodie de son refrain à celle de la chanson Running Up That Hill de Bush.

## Sortie et promotion

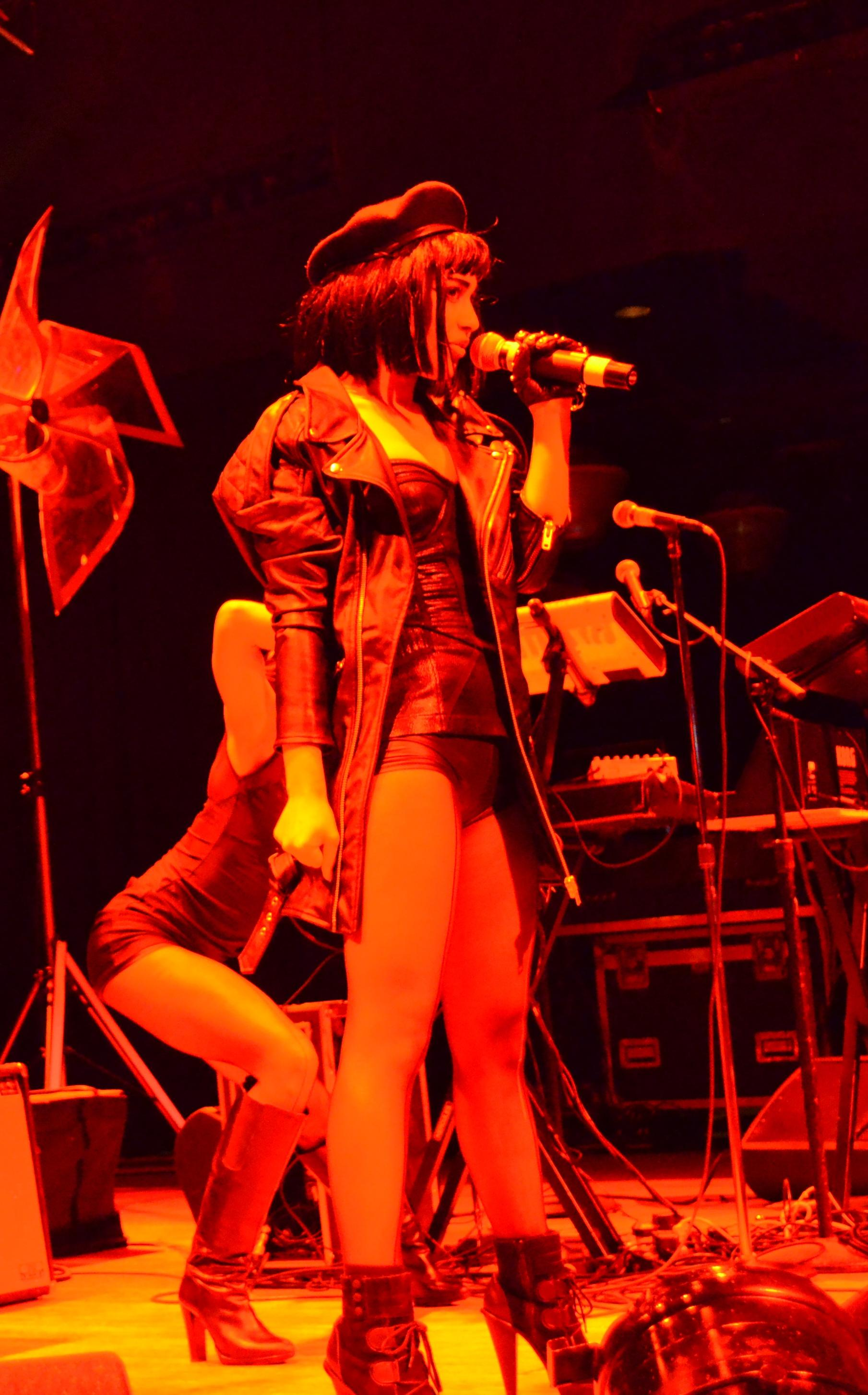
Natalia Kills lors d’un concert en février 2011.

La pochette de Perfectionist, qui représente Kills assise sur une chaise d’examen avec une croix rouge couvrant ses yeux, a été dévoilée par Cherrytree le 11 mars 2011. En Autriche, en Allemagne et en Suisse, l’album a été publié par Universal Music en CD et au format numérique le 1er avril, alors qu’en Pologne il a été délivré le 14 avril. La sortie américaine s'est faite le 16 août, comme au Canada. Le même jour, Kills a interprété quelques chansons de l’album sur le toit du bâtiment Atlas de New York, accompagnée d’un claviériste. Le 19 septembre, il a été publié au Royaume-Uni.

### Singles et clip vidéos
Zombie a été choisi comme premier single promotionnel extrait de Perfectionist le 21 décembre 2009. Son clip vidéo, qui montre Kills en plein séance de torture dans un laboratoire, a été publié le 16 mars de l’année suivante. La chanson a été utilisée dans le sixième épisode de la première saison de Face Off, une émission de télé-réalité diffusée sur Syfy le 2 mars 2011. En dépit du fait qu’elle n’ait pas été incluse dans l’album, la chanson Activate My Heart a été publiée en tant que deuxième et dernier single promotionnel le 13 avril. Un visuel d’accompagnement a été dévoilé le 17 décembre 2010.
Mirrors a été publié au format numérique en tant que premier single issu de l’album le 10 août 2010, alors qu’une édition CD single a été délivrée six mois plus tard en Allemagne. Une clip vidéo d’accompagnement a été publié le 1er décembre 2010. Celui-ci montre Kills, entraînée à travers un miroir et explorant ensuite les concepts de la vanité, du contrôle et du sexe. Wonderland a suivi en tant que deuxième single extrait de Perfectionist, disponible à l’achat le 25 avril 2011. Doubet a été chargé de réaliser son clip vidéo qui dépeint Kills, forcée d’entrer dans un manoir puis nourrie avec un cœur cuit. La chanteuse monte finalement sur une table, ceci conduisant au chaos et à la violence à l’intérieur de cette maison.
Sélectionné comme troisième single de l’album, une version remixée de Free, avec la participation de will.i.am, a été publié le 24 juin 2011, avec un accompagnement visuel dévoilé dix jours plus tard. Bien qu’il n’ait pas été publié en tant que single, un clip vidéo pour le titre bonus Kill My Boyfriend a été mis en ligne le 10 janvier 2012. Celui-ci a été filmé en France et montre Kills tentant d’assassiner son petit ami en le noyant dans une baignoire remplie de lait.

### Love, Kills xx
De manière à étendre la promotion de l’album, une web-série intitulée Love, Kills xx a été écrite, produite et réalisée par Kills et Guillaume Doubet. Les épisodes mettent en scène la chanteuse en tant que protagoniste ; Akon, les Far East Movement et Colette Carr apparaissent en tant qu’artistes invités. D’après Kills, la série est essentiellement dépourvue de dialogue afin de se focaliser sur « l’émotion et l’action ». Elle a également déclaré que les visuels étaient une « expression » de ses pensées secrètes, de ses regrets et de ses désirs. Chaque épisode contient l’instrumentale d’une chanson extraite de Perfectionist et la plupart des vidéos contiennent une section narrée par Kills.

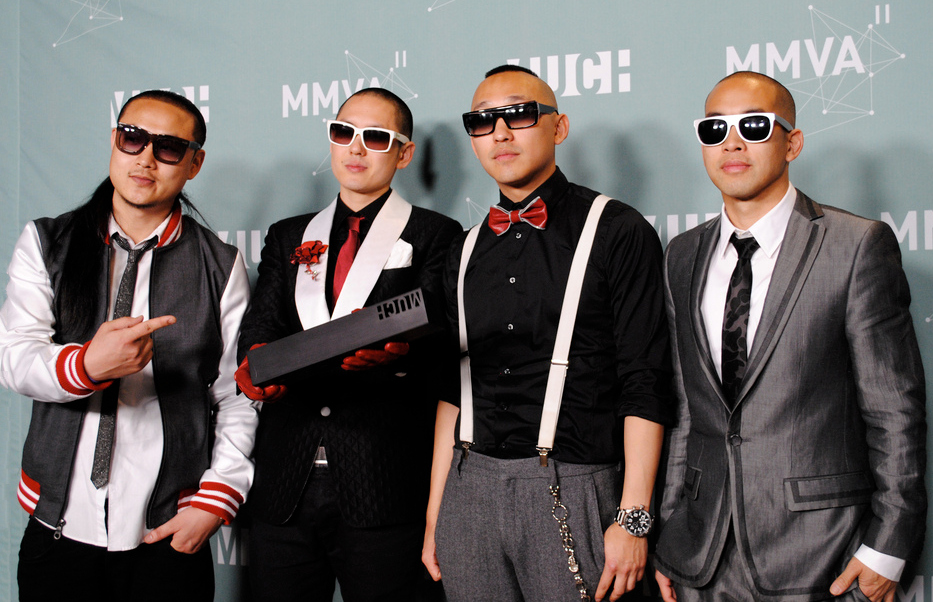
Les Far East Movement font une apparition dans le troisième épisode de Love, Kills xx.

Le premier épisode commence avec Kills, marchant l’air furieuse en direction d’un homme blond avec un revolver à la main ; elle l’attache plus tard à un lit, alors qu’il hurle et tente de résister. Kills appelle ensuite un ami dont le nom n’est pas révélé et lui demande de l'aide. Au cours du deuxième épisode, Kills assassine un autre homme et prend sa photo ; l’épisode suivant, elle est arrêtée par un groupe d’hommes—interprété par les Far East Movement—qui la menace. Elle parvient à étrangler le chef du groupe et laisse plus tard un message pour son ami anonyme, l’avertissant que son visage est diffusé via des affiches de recherche.
Le quatrième épisode commence avec un plan montrant Kills et un homme, participant à une activité sexuelle. Le lendemain matin, ce dernier se réveille alors que Kills est endormie et lui vole son passeport et son revolver. Kills est surprise de voir qu’il l'a quittée et se met en colère après avoir constaté qu’elle a été dépouillée. Lors du cinquième épisode inspiré par les films d'exploitation des années 1970, une des victimes de Kills la dénonce à un détective, révélant qu’elle l’a abandonné dans un désert,. Dans l’épisode suivant, Kills rattrape l’homme qui l’a dépouillée deux épisodes plus tôt, avec sa décapotable, et récupère son passeport. Alors que le septième webisode débute, Kills se dispute avec son nouveau petit ami, qui la gifle. Elle le rencontre une semaine plus tard et lui dit qu’elle n’est pas en colère contre lui, mais le frappe avec une batte de base-ball quelques minutes plus tard.
Dans le huitième épisode, qui prend place dans un hôtel, Kills gagne une partie de jeu de dames entre elle et un homme—dont le rôle est interprété par Akon—qui transporte une boîte noire ; elle sort de l’hôtel avec cette boîte. La boîte, qui contient une liste de noms masculins, est ouverte par Kills au cours de l’avant-dernier épisode. Elle prend la liste et désigne le nom de « Jeremy ». La caméra passe ensuite à un champ montrant Kills faisant sauter un homme depuis une falaise, en jouant au jeu du « froid, tiède et chaud » avec lui. Le dernier épisode présente Kills et une de ses amies—dont le rôle est interprété par Carr—brûlant la voiture du petit ami de cette dernière.

## Accueil critique et analyse ultérieure
Après sa parution, Perfectionist a reçu des avis divisés venant des critiques de musique. Jon O'Brien du site Web AllMusic a réduit l’opus à l’état de « stéréotypé et fantaisiste », tout en observant que le plan musical était secondaire par rapport aux tentatives de Kills quant à établir une image mature. Jack Stevin du site Web AltSounds a jugé que l’album était « décevant et vague », précisant que Kills n’avait pas un contrôle total sur le processus de création et qu’un « air de prétention » régnait autour d’elle. En outre, le rédacteur a indiqué que Kills était forte en tant qu’« artiste visuelle ». Alex Young du site Web Consequence of Sound a noté que Kills s’exprimait mieux en tant que musicienne à travers des clip vidéos et a supposé que toutes les chansons de l’album « n’ont pas eu droit à cette empreinte ». Lewis Corner du site Web Digital Spy l’a décrit comme étant « finement adapté » et « excitant », en lui attribuant une note de quatre étoiles sur cinq. Blair Kelly du site Web musicOMH a caractérisé l’album comme « imparfait, banal, sans originalité et évident », tout en le comparant négativement aux œuvres de l’artiste américaine Lady Gaga.
En Europe, l’album a rencontré un succès modéré dans les hit-parades. Le 1er octobre 2011, il a fait son entrée dans les classements britanniques à la 129e place. En Autriche et au Canada, il a atteint les 35e et 36e places, respectivement, tandis qu’en Allemagne et en Suisse, il s’est positionné aux 50e et 94e rangs. Perfectionist a également réussi à atteindre les sommets des hit-parades américains Heatseekers Albums et Dance/Electronic Albums, à la 6e place, bien qu’il ait fait son entrée à la 134e position du classement Billboard 200. Au Canada, il s’est placé au 36e rang. Kills a comparé le succès de l’album et de ses singles à l’évolution de sa propre vie, déclarant : « Je n’avais nulle part où vivre à l’époque, [...] alors j’ai pris un avion pour Los Angeles et deux ans plus tard, j'ai vendu plus de 800 000 singles. J’avais écrit 14 chansons et que pouvait-il bien se produire par la suite ? [...] Je n’aurais jamais pensé que ça arriverait. Je pense que je serais probablement morte à l’heure qu’il est ».
Kills a beaucoup parlé de Perfectionist lors d’entrevues en 2013. Elle a révélé que, après avoir vécu une vie déplorable à Londres, ses ambitions et ses rêves ont influencé les paroles de l’album. « Je n’étais pas aussi consciente de... la façon dont je vivais », déclara-t-elle. « J'ai presque eu un peu peur car tout le monde veut être aimé, tout le monde veut être compris d’une manière qui n’est pas pleine de jugement ou de blâme. Alors, j’ai mis tout ce que j’avais dans cet album, puis j’ai conservé quelques éléments ». Cette même année, Corner de Digital Spy a décrié Perfectionist comme étant « l’un des disques pop les plus sous-estimés dans la mémoire récente ». Sam Lansky du site Web Idolator était d’avis que, même s’il contenait des refrains « tueurs », l’album a souffert de similarités excessives à d’autres artistes.

## Liste des pistes
| No  | Titre                                            | Auteur                                          | Producteur(s)                                   | Durée |
| --- | ------------------------------------------------ | ----------------------------------------------- | ----------------------------------------------- | ----- |
| 1.  | Perfection                                       | Natalia Kills                                   | Martin « Cherry Cherry Boom Boom » Kierszenbaum | 0:32  |
| 2.  | Wonderland                                       | Kills, Michael Warren, « The-Ron » Feemster     | Feemster                                        | 3:31  |
| 3.  | Free                                             | Kills, Jeff Bhasker, Scott Mescudi, Dion Wilson | Bhasker, Dion « No I.D. » Wilson[a]             | 3:57  |
| 4.  | Break You Hard                                   | Kills, Feemster                                 | Feemster                                        | 4:22  |
| 5.  | Zombie                                           | Kills, Bhasker                                  | Bhasker                                         | 3:19  |
| 6.  | Love Is a Suicide                                | Kills, Fernando Garibay, Warren                 | Garibay                                         | 3:57  |
| 7.  | Mirrors                                          | Kills, Kierszenbaum, Akon, Giorgio Tuinfort     | Akon, Tuinfort, Kierszenbaum                    | 3:16  |
| 8.  | Not in Love                                      | Kills, Kierszenbaum                             | Kierszenbaum                                    | 3:23  |
| 9.  | Acid Annie                                       | Kills, Kierszenbaum                             | Kierszenbaum                                    | 3:37  |
| 10. | Superficial                                      | Kills, Feemster                                 | Feemster                                        | 3:17  |
| 11. | Broke                                            | Kills, Garibay, Warren                          | Garibay                                         | 4:08  |
| 12. | Heaven                                           | Kills, Bhasker                                  | Bhasker                                         | 4:49  |
| 13. | Nothing Lasts Forever (en duo avec Billy Kraven) | Kills, Bhasker                                  | Bhasker                                         | 3:30  |
| 14. | If I Was God                                     | Kills, Feemster                                 | Feemster                                        | 4:43  |

| 15. | Mirrors (Live at The Cherrytree House)              | 3:45 |
| 16. | Zombie (Kleerup Remix)                              | 4:02 |
| 17. | Mirrors (Tonka Dynamix Remix)                       | 5:41 |
| 18. | Mirrors (Live at The Cherrytree House) (clip vidéo) | 3:47 |

| 1.  | Wonderland                   | 3:31 |
| 2.  | Free (en duo avec will.i.am) | 4:28 |
| 3.  | Break You Hard               | 4:22 |
| 4.  | Zombie                       | 3:19 |
| 5.  | Love Is a Suicide            | 3:57 |
| 6.  | Mirrors                      | 3:16 |
| 7.  | Acid Annie                   | 3:37 |
| 8.  | Superficial                  | 3:17 |
| 9.  | Broke                        | 4:08 |
| 10. | If I Was God                 | 4:43 |

| 11. | Free | 3:57 |

| 1.  | Perfection                                       |                                      | 0:32 |
| 2.  | Wonderland                                       |                                      | 3:31 |
| 3.  | Free (en duo avec will.i.am)                     |                                      | 4:28 |
| 4.  | Kill My Boyfriend                                | Kills, Junior Caldera, Julien Carret | 3:31 |
| 5.  | Break You Hard                                   |                                      | 4:22 |
| 6.  | Zombie                                           |                                      | 3:19 |
| 7.  | Love Is a Suicide                                |                                      | 3:57 |
| 8.  | Mirrors                                          |                                      | 3:16 |
| 9.  | Not in Love                                      |                                      | 3:23 |
| 10. | Acid Annie                                       |                                      | 3:37 |
| 11. | Superficial                                      |                                      | 3:17 |
| 12. | Broke                                            |                                      | 4:08 |
| 13. | Heaven                                           |                                      | 4:49 |
| 14. | Nothing Lasts Forever (en duo avec Billy Kraven) |                                      | 3:30 |
| 15. | If I Was God                                     |                                      | 4:43 |
| 16. | Free (piste bonus distribuée par l’iTunes Store) |                                      | 3:57 |

Notes
a  coproducteur

## Crédits
Les données sont issues du livret de Perfectionist.
| - Natalia Kills – chanteuse - Akon – producteur (piste 7) - Jeff Bhasker – producteur, enregistreur (pistes 3, 5, 12, 13) ; mixeur (piste 5) ; choriste (piste 13) - Dr Orton – choriste (piste 1) - Lauren Dukoff – photographe - « The-Ron » Feemster – musicien, producteur (pistes 2, 4, 10, 14) ; guitariste (piste 2) ; choriste (pistes 2, 10, 14) - Fernando Garibay – producteur, enregistreur (pistes 6, 11) - Mark « Exit » Goodchild – enregistreur (piste 7) - Gene Grimaldi – matriceur - Nick J. Groff – coordinateur A&R - Robert Horn – guitariste, enregistreur (piste 2) - Neil Jacobson – A&R - Zach Kasik – enregistreur (pistes 2, 4, 10, 14) ; guitariste (piste 4) - Carlos Keery-Fisher – guitariste (pistes 4, 10) - Heather Kierszenbaum – opératrice téléphonique (piste 9) | - Martin « Cherry Cherry Boom Boom » Kierszenbaum – producteur (pistes 1, 7, 9) ; enregistreur (piste 1) ; musicien (pistes 7, 9) ; choriste (piste 8) ; producteur vocal (piste 11) ; A&R, producteur délégué - Anthony Kilhoffer – enregistreur (pistes 3, 13) - Robert Orton – mixeur (pistes 1, 4, 6, 14) ; producteur vocal (piste 11) - Julian Peploe – directeur artistique, design - Andrea Ruffalo – coordinateur A&R - Christopher Simila – choriste (piste 14) - Kristle Simila – choriste (piste 14) - Giorgio Tuinfort – musicien, producteur (piste 7) - Tony Ugyal – enregistreur (pistes 7, 9, 11) ; producteur vocal (piste 11) - will.i.am – producteur délégué - Dion « No I.D. » Wilson – coproducteur (piste 3) |

## Classements
| Classement (2011)                        | Meilleure position |
| ---------------------------------------- | ------------------ |
| Allemagne (Media Control AG)             | 50                 |
| Autriche (Ö3 Austria Top 40)             | 35                 |
| Canada (Billboard)                       | 36                 |
| États-Unis (Billboard 200)               | 134                |
| États-Unis (Top Dance/Electronic Albums) | 6                  |
| États-Unis (Top Heatseekers)             | 1                  |
| Royaume-Uni (OCC)                        | 129                |
| Suisse (Schweizer Hitparade)             | 94                 |

## Historique de sortie
| Pays        | Date(s)           | Format(s)                    | Édition(s)         | Label(s)                                   |
| ----------- | ----------------- | ---------------------------- | ------------------ | ------------------------------------------ |
| Autriche    | 1er avril 2011    | CD, téléchargement numérique | Standard           | Universal                                  |
| France      | 1er avril 2011    | Téléchargement numérique     | Standard           | Universal                                  |
| Allemagne   | 1er avril 2011    | CD, téléchargement numérique | Standard           | Universal                                  |
| Suisse      | 1er avril 2011    | CD, téléchargement numérique | Standard           | Universal                                  |
| Pologne     | 15 avril 2011     | CD                           | Standard           | Universal                                  |
| Canada      | 16 août 2011      | CD                           | Standard           | Universal                                  |
| Canada      | 16 août 2011      | Téléchargement numérique     | Standard et deluxe | Universal                                  |
| États-Unis  | 16 août 2011      | CD                           | Standard           | will.i.am, Cherrytree, KonLive, Interscope |
| États-Unis  | 16 août 2011      | Téléchargement numérique     | Standard et deluxe | will.i.am, Cherrytree, KonLive, Interscope |
| Royaume-Uni | 19 septembre 2011 | CD, téléchargement numérique | Standard           | Polydor                                    |